# Opération Dark Winter
 (avril 2020).
Opération Dark Winter était le nom de code d'une simulation d'attaque bio-terroriste de haut niveau menée du 22 au 23 juin 2001,,. 
Elle a été conçue pour simuler une attaque secrète généralisée de variole contre les États-Unis. Tara O'Toole et Thomas Inglesby du Johns Hopkins Center for Civilian Biodefense Strategies (CCBS) / Center for Strategic and International Studies (CSIS), et Randy Larsen et Mark DeMier d'Analytic Services étaient les principaux concepteurs, auteurs et contrôleurs du Projet Dark Winter.  

## Objectifs
Dark Winter avait pour objet l'évaluation des insuffisances d'une réponse d'urgence nationale lors de l'utilisation d'une arme biologique contre la population américaine. L'exercice visait à établir des mesures préventives et des stratégies d'intervention en sensibilisant davantage les gouvernements et le public à l'ampleur et au potentiel d'une telle menace.

## Scénario
Le scénario simulé de Dark Winter impliquait une première attaque localisée de variole sur Oklahoma City, Oklahoma, avec des cas supplémentaires d'attaque de variole en Géorgie et en Pennsylvanie. La simulation a ensuite été conçue pour devenir incontrôlable. Cela créerait une réponse dans laquelle le Conseil de sécurité nationale aurait à la fois du mal à déterminer l'origine de l'attaque et à lutter contre la propagation du virus. En ne pouvant pas suivre le rythme de propagation de la maladie, une nouvelle réponse (de type réaction à une catastrophe) émergerait dans laquelle des pertes civiles massives submergeraient les capacités d'intervention d'urgence de l'Amérique. 
L'issue désastreuse de perte massive de vies civiles a été utilisée pour identifier les faiblesses de l'infrastructure des soins de santé des États-Unis et son incapacité à gérer une telle menace. Ces conséquences visaient également à répondre à la panique généralisée qui aurait émergé et entraîné une rupture sociale de masse, des violences et des mouvements de foule. Les exploitations comprendraient également les nombreuses difficultés auxquelles les médias seraient confrontés quant à la communication des informations et procédures de sécurité nécessaires aux citoyens américains.

## Conséquences
En réponse aux résultats de l'Opération Dark Winter, le gouvernement américain a émit la Directive 51, une directive devant permettre d'assurer la continuité des institutions fédérales en cas de catastrophe majeure.

## Culture populaire
- L'Opération Dark Winter a inspiré la licence des jeux vidéo The Division.